# Hermann August Seger
Hermann Seger (1832–1893) va ser un ceramista alemany a qui se li atribueix àmpliament el ser pioner en el desenvolupament del con piromètric, que va permetre el ràpid creixement de la indústria ceràmica al voltant del tombant de segle.

## Biografia
Seger va néixer a la província alemanya de Posen el 1839 en una família rica i va estudiar amb diversos científics ceràmics a la Königliche Bauakademie de Berlín (ara Technische Universität Berlin ). :p xi
Després de graduar-se va dirigir una planta de processament d'alum i vitriol a la Kreuzkirche de Neuwied al Rin. El 1868 es va graduar a la Universitat de Rostock i va dirigir breument una fàbrica química a Suècia. :p xi
Seger es va inspirar en els avenços significatius que s'estaven fent en la majoria dels camps de la ciència i la tecnologia en aquell moment i es va interessar a avançar en el camp de la ciència ceràmica d'una manera similar. El 1872 esdevingué editor d'una revista de comerç de ceràmica i utilitzà la seva nova posició per cridar l'atenció sobre diversos avenços que s'estàven fent a l'estranger, com ara el forn continu i la nova maquinària. :p xi
L'assaig de Seger  The Constitution of Plastic Clays and the Kaolins del de 1876 va ajudar a fomentar la comprensió del fet que la major part del comportament de l'argila es deu a la seva composició química, i va obrir el camí per al desenvolupament posterior de la recerca ceràmica. :p xv
El 1878 va ser nomenat primer director de l'Estació Experimental Quimicotècnica de la Reial Fàbrica de Porcellana de Berlín (KPM) . Poc després de la seva arribada se li van donar dues mostres de pastes de porcellana japonesa i es va inspirar per desenvolupar una porcellana que consistia només en quars, feldespat i components argilosos, que des de llavors ha donat lloc a una varietat de porcellanes conegudes com a porcellana de Seger. :p xvii
Va treballar amb Georg Wilhelm Timm per desenvolupar nous mètodes d'aplicació d'esmalts i engalbes a la ceràmica blanca. Seger també va experimentar amb formulacions d'esmalt, desenvolupant nous efectes de color i esmalts sense plom. :p xix
Una de les obres més impactants de Seger va ser el seu assaig de 1886 Standard Cones for the Measurement of Temperatures in the Kilns of the Ceramic Industries, que va ser el primer a especificar fórmules per als cons piromètrics . Aquests cons van permetre als ceramistes identificar amb precisió els efectes de calor real experimentats per la ceràmica mitjançant el seguiment de la caiguda dels cons durant la cocció. :p xx
Degut a problemes de salut, el 1890, Seger va abandonar el KPM  i va passar la resta de la seva vida centrada a editar la seva revista comercial Thonindustrie-Zeitung. Va morir el 30 d'octubre de 1893.

## Vida personal
Seger es va casar amb Emma Schur l'11 de setembre de 1875.

## Llegat
Seger va tenir un gran impacte en la indústria ceràmica i l'art . La seva feina va ajudar a estimular un major interès per la química i les propietats moleculars de la ceràmica i va formar la base de la majoria de les investigacions ceràmiques posteriors.
La primera acció de l'American Ceramic Society després d'aprovar la seva constitució va ser traduir les obres completes de Seger, ja que era considerat un ceramista pioner al món.
Se li atribueix habitualment la creació del mètode de formulació d'esmalt de la Fórmula Molecular Unitària  (UMF), que de vegades es coneix com la fórmula de Seger. Es basa en la avaluació dels esmalts no per la seva composició d'ingredients en brut, sinó per la seva composició elemental per percentatge de mols.
Els cons piromètrics de Seger segueixen sent el mesurador més eficaç de l'efecte per la calor experimentat per la ceràmica durant la cocció, i continuen sent àmpliament utilitzats internacionalment en les indústries i l'art ceràmics. Sovint s'anomenen cons Seger.